# Michał Kazimierz Kociełł
Michał Kazimierz Kociełł herbu Pelikan (ur. w 1644 roku – zm. w 1722 roku w Połonce) – kasztelan witebski od 1685 roku, marszałek Trybunału Głównego Wielkiego Księstwa Litewskiego w 1698 roku, kasztelan trocki od 1700 roku a następnie od 1703 roku wojewoda trocki, podskarbi wielki litewski od 1710 roku, członek konfederacji olkienickiej 1700 roku. 
Podpisał elekcję Michała Korybuta Wiśniowieckiego w 1669 i Jana III Sobieskiego w 1674. W 1696 w czasie bezkrólewia stanął na czele ruchu republikanów litewskich, którzy domagali się koekwacji praw (zrównania) z Koroną w celu ograniczenia kompetencji urzędów centralnych Wielkiego Księstwa Litewskiego, które znajdowały się wówczas w rękach znienawidzonego przez szlachtę rodu Sapiehów. W 1697 poparł Augusta II, redagując podpisane przez króla pacta conventa, które sam podpisał. Gdy w 1698 został marszałkiem Trybunału Litewskiego, szlachta litewska obwołała go generalnym pułkownikiem województw i powiatów litewskich. Zwołał pospolite ruszenie szlachty na 15 października pod Grodno. Tam, w obecności Augusta II i po wprowadzeniu wojsk saskich na Litwę wymógł na hetmanie wielkim litewskim Kazimierzu Janie Sapieże redukcję wojska litewskiego, która nastąpiła w obecności Augusta II.
W 1700 Sapiehowie zamierzali przeprowadzić zamach na życie Kociełła, jednakże przez pomyłkę napadnięto na książąt Wiśniowieckich, co spowodowało, że stanęli oni na czele szlachty rozpoczynając wojnę domową na Litwie.
Brał udział w bitwie pod Olkienikami. W czasie wojny północnej był stronnikiem Sasów, w 1704 przystąpił do konfederacji sandomierskiej.
Był uczestnikiem Walnej Rady Warszawskiej 1710 roku. Od 1710 jako podskarbi wielki litewski zasłynął niesłychanym zdzierstwem i łupiestwem. Zakładał m.in. nowe komory celne, oddawał cła w dzierżawę Żydom wbrew ponawianym zakazom sejmowym. Za tę działalność Trybunał Litewski skazał go w 1711 na karę śmierci i infamię, jednak Kociełł uniknął kary oddając w 1712 pod topór kata jedynie swojego żydowskiego pomocnika Lemkę Wulfowicza.